# Proshizonotus annulicornis
Proshizonotus annulicornis är en stekelart som först beskrevs av Girault 1913.  Proshizonotus annulicornis ingår i släktet Proshizonotus och familjen puppglanssteklar. Inga underarter finns listade i Catalogue of Life.